# Hidingsta
Hidingsta är en småort i Norrbyås socken i Örebro kommun belägen 15 km sydost om Örebro. 

## Historia
Tidigare har det i byn funnits en järnvägsstation och järnväg från Örebro. Stationen är nedlagd och järnvägen är sedan årtionden borttagen. Det har även funnits en lanthandel, en vassfabrik och ett tegelbruk i byn. 

## Samhället
I orten finns en friskola  och en baptistkyrka. Förskola och skola drivs av ett föräldrakooperativ. 

## Idrott
Hidingsta IK är byns fotbollslag, de spelar sina matcher på Björkviksvallen. 

## Personer från orten
Släkten Hedin har tagit sitt namn från byn. Släktens anfader bodde i Hidingsta i mitten på 1600-talet och hette Lars. Sonen med samma förnamn arbetade som kronouppbörsman och det var han som tog sig efternamnet Hedin. Den kanske mest kända personen i Hedinsläkten är förmodligen upptäcktsresanden Sven Hedin. 